# Sentier du Fond de la Rivière de l'Est
Le sentier du Fond de la Rivière de l'Est est un sentier de randonnée français situé à La Réunion, sur le territoire de la commune de Sainte-Rose. Il parcourt le Fond de la Rivière de l'Est du gîte du Volcan au cassé de la Rivière de l'Est, au cœur du parc national de La Réunion.